# La Bañeza
La Bañeza är en ort i Spanien.   Den ligger i provinsen Provincia de León och regionen Kastilien och Leon, i den nordvästra delen av landet, 280 km nordväst om huvudstaden Madrid. La Bañeza ligger 776 meter över havet och antalet invånare är 11 057.
Terrängen runt La Bañeza är platt. Runt La Bañeza är det ganska glesbefolkat, med 22 invånare per kvadratkilometer. La Bañeza är det största samhället i trakten. Trakten runt La Bañeza består till största delen av jordbruksmark.